# 2147 Kharadze
2147 Kharadze је астероид главног астероидног појаса са пречником од приближно 28,99 .
Афел астероида је на удаљености од 3,337 астрономских јединица (АЈ) од Сунца, а перихел на 3,004 АЈ.
Ексцентрицитет орбите износи 0,052, инклинација (нагиб) орбите у односу на раван еклиптике 10,085 степени, а орбитални период износи 2062,530 дана (5,646 година).
Апсолутна магнитуда астероида је 11,70 а геометријски албедо 0,043.
Астероид је откривен 25. октобра 1976. године.